# Kvinnornas Tidning
Kvinnornas Tidning var en svensk tidning som utgavs i två provnummer 1921 och därefter veckovis under åren 1922-1925 med Ingeborg Dahllöf (1870-1951) som redaktör och ansvarig utgivare. 
I första numret 17 november 1921 presenterades tidningen: 
| ”                                             | Bakom Kvinnornas tidning stå inga affärs- eller partipolitiska intressen. Den är grundad av kvinnor, äges och redigeras av kvinnor. Fri, oberoende, självständig och ärlig, besjälad av målmedveten arbetslust, orädd och full av förtröstan ställer den sig i kvinnornas tjänst för att som deras egen tidning på alla områden tillvarataga och främja deras intressen, lämna dem upplysning i sociala, politiska och andra dagens frågor samt för övrigt skänka dem god och underhållande läsning i skilda ämnen litteratur, konst, teater m. m. | „ |
| Kvinnornas Tidning 1 (1): 1, 17 november 1921 | |   |